# Konrad Ernst von Goßler
Konrad Ernst von Goßler (28 tháng 12 năm 1848 tại Potsdam – 7 tháng 2 năm 1933 tại Eisenach) là một Thượng tướng bộ binh của Vương quốc Phổ, đã từng tham chiến trong cuộc Chiến tranh Pháp-Đức (1870 – 1871). Từ năm 1908 cho đến năm 1910, ông là Thống đốc của pháo đài Mainz. Về sau, ông tham gia một số trận đánh hết sức khốc liệt trên Mặt trận phía Tây trong cuộc Chiến tranh thế giới thứ nhất.

## Thân thế
Konrad Ernst von Goßler sinh ngày 28 tháng 12 năm 1848, trong một gia đình quý tộc có lẽ là khởi nguồn từ làng Gosel ở Egerland, và đã đến lập nghiệp tại Gürth (nay là một địa danh thuộc Bad Brambach ở Vogtland) từ trước năm 1630. Thân phụ của ông là Thủ tướng Vương quốc Phổ Karl Gustav von Goßler (1810 – 1885), Kronsyndikus (Tư vấn luật pháp của Vương triều) và Chủ tịch Tòa án Tối cao Địa phương Königsberg, với bà Sophie von Mühler (1816 – 1877), con gái của Bộ trưởng Luật pháp và Quốc vụ khanh Vương quốc Phổ Heinrich Gottlob von Mühler (1780 – 1857). Cặp đôi này có bốn người con: Quốc vụ khanh Vương quốc Phổ và Chủ tịch Tối cao (Oberpräsident) tỉnh Tây Phổ Gustav (1838 – 1902), Quốc vụ khanh và Bộ trưởng Chiến tranh Phổ – Thượng tướng bộ binh Heinrich (1841 – 1927), Thượng tướng bộ binh Konrad (1848 – 1933) và Trung tướng Wilhelm von Goßler (1850 – 1928).
Vào ngày 7 tháng 8 năm 1878, ở Berlin, Goßler thành hôn với Klara Klaatsch (18 tháng 6 năm 1857 tại Berlin – 29 tháng 6 năm 1931 tại Eisenach), con gái của Geheimen Sanitätsrats (danh hiệu dành cho một dược sĩ xuất sắc) của Phổ, August Klaatsch (chắt của y sĩ và công dân danh dự thành phố Berlin, Bác sĩ Ernst-Ludwig Heim), với bà Julie Schwendler. Cuộc hôn nhân này đã mang lại cho họ 4 người con.

## Sự nghiệp quân sự
Tại trường trung học Königsberg, Goßler đã hoàn thành kỳ thi tốt nghiệp phổ thông của mình (gọi là Abitur) và vào ngày 13 tháng 3 năm 1868, ông gia nhập Trung đoàn Phóng lựu Franz với vai trò là một học viên sĩ quan (Fahnenjunker). Vào ngày 10 tháng 10 năm 1868, ông được phong quân hàm chuẩn úy rồi vào ngày 14 tháng 10 năm 1869, ông được thăng cấp thiếu úy. Vào ngày 19 tháng 7 năm 1870, ông được bổ nhiệm vào Tiểu đoàn I Hamm trong Trung đoàn Phóng lựu Dân quân Cận vệ số 2. Với đơn vị này, ông đã tham chiến trong cuộc cuộc chiến tranh với Pháp (1870 – 1871).
Vào ngày 13 tháng 8 năm 1870, với cấp bậc trung úy của Trung đoàn Phóng lựu Dân quân Cận vệ số 2, ông đến sông Selz, gần thành phố Rastatt trên sông Rhein. Ông đã tham gia trong cuộc vây hãm Strasbourg, thủ phủ vùng Alsace của Pháp, và được tặng thưởng Huân chương Thập tự Sắt hạng II vì có công đập tan cuộc phá vây quy mô lớn của quân Pháp vào ngày 2 tháng 9 năm 1870. Sau đó, ông tham gia cuộc vây hãm Paris.
Sau khi cuộc chiến tranh chấm dứt, ông là sĩ quan phụ tá của một tiểu đoàn bắn súng hỏa mai và vào ngày 12 tháng 2 năm 1876 ông được thuyên chuyển vào Trung đoàn Cận vệ số 4 ở Koblenz. Ngày 13 tháng 5 năm 1880, ông gia nhập Bộ Tổng tham mưu ở kinh đô Berlin. Sau đó, ngày 8 tháng 11 năm 1881, ông được lãnh chức sĩ quan phụ tá của Lữ đoàn Bộ binh số 55 tại Karlsruhe. Ngày 13 tháng 9 năm 1882, ông được lên quân hàm Đại úy. Ngày 15 tháng 11 năm 1883, ông được nhậm một chức đại đội trưởng trong Tiểu đoàn Hamm. Sau khi trải qua một số chức vụ, ông trở thành một tiểu đoàn trưởng vào năm 1892. Từ năm 1908 cho đến năm 1910, ông giữ chức Thống đốc của pháo đài Mainz. Ngày 11 tháng 9 năm 1907, ông được phong cấp Thượng tướng bộ binh. Ngày 7 tháng 3 năm 1910, ông xuất ngũ với danh hiệu à la suite của Trung đoàn Phóng lựu Cận vệ số 2 Hoàng đế Franz. Tuy nhiên, khi nhận được lệnh của Chính phủ bổ nhiệm ông làm Tướng tư lệnh Quân đoàn Trừ vị VI (ở Schlesien) trong đêm ngày 2 tháng 8 năm 1914 – ngày tổng động viên đầu tiên của cuộc Chiến tranh thế giới thứ nhất, ông đã không chần chừ trở lại quân ngũ. Schlesien vốn là một địa danh quen thuộc với binh nghiệp của ông, và ông đã trải qua 3 năm làm tham mưu trưởng sư đoàn tại đây và 5 năm làm Sư trưởng của Sư đoàn số 11 ở Breslau, thủ phủ Schlesien.
Lính Schlesien đã chiến đấu trên Mặt trận phía Tây như một phần thuộc Tập đoàn quân số 5 do Thái tử Wilhelm thống lĩnh. Vào mùa xuân năm 1916, quân đoàn đã tham chiến ở Verdun, nơi họ chịu nhiều thiệt hại. Sau đó, mùa hè năm 1916, tướng von Goßler và các lực lượng trừ bị dưới quyền ông đã chuyển đến sông Somme, nơi họ chiến đấu cùng với Tập đoàn quân số 1 của Đức. Để ghi nhận tài năng chỉ huy và lòng dũng cảm của ông trong những trận đánh này, ông được trao tặng Huân chương Quân công cao quý của Phổ.
Vào ngày 10 tháng 2 năm 1917, khi ông 68 tuổi, tướng von Goßler được giải ngũ. Ông từ trần vào ngày 7 tháng 2 năm 1933.

## Phong thưởng
- Phổ
  - Huân chương Ghi công của Vương triều Phổ kèm theo Thanh gươm vào ngày 10 tháng 2 năm 1917
  - Huân chương Quân công vào ngày 12 tháng 8 năm 1916
  - Huân chương Đại bàng Đỏ, Đại Thập tự đính kèm Bó sồi vào ngày 18 tháng 1 năm 1908
  - Huân chương Vương miện hạng I
  - Huân chương Thập tự Sắt hạng II (1870)
  - Giải thưởng phục vụ dành cho sĩ quan (Offiziers-Dienstauszeichnungskreuz)
  - Huy chương Kỷ niệm Chiến dịch 1870–71 dành cho chiến sĩ
  - Huân chương Zentenarmedaille
- Baden
  - Huân chương Zähringer Löwen, Thập tự Hiệp sĩ hạng I
- Braunschweig
  - Huân chương Heinrichs Sư tử, Đại Thập tự
- Hessen
  - Huân chương Ghi công Đại Công quốc Hessen Phillips des Großmütigen, Đại Thập tự kèm theo Vương miện
  - Huân chương Ludwig, Thập tự Hiệp sĩ hạng I
- Sachsen
  - Huân chương Albrecht, Thập tự Chỉ huy hạng II
  - Đại Thập tự của Huân chương Albrecht đính kèm Ngôi sao vàng và Thanh gươm vào ngày 15 tháng 12 năm 1915
- Các công quốc Sachsen
  - Huân chương Gia tộc Công quốc Sachsen-Ernestine
    - Thập tự Chỉ huy hạng II
    - Đại Thập tự kèm theo Thanh gươm của Sachsen-Meiningen vào ngày 1 tháng 4 năm 1915 (No. 32,237 I.)
- Württemberg
  - Huân chương Vương miện Württemberg, Thập tự Chỉ huy
- Nhật Bản
  - Húc nhật chương, Đại thập tự
  - Thụy bảo chương, Đại thập tự sĩ quan
- Ý
  - Huân chương Vương miện Ý, Đại Chỉ huy
- Áo-Hung
  - Huân chương Franz Joseph, Đại Thập tự
- Ba Tư
  - Huân chương Sư tử và Mặt trời, Đại Thập tự sĩ quan vào ngày 31 tháng 5 năm 1902
- Nga
  - Huân chương Thánh Anna, hạng II